# التهاب المريء

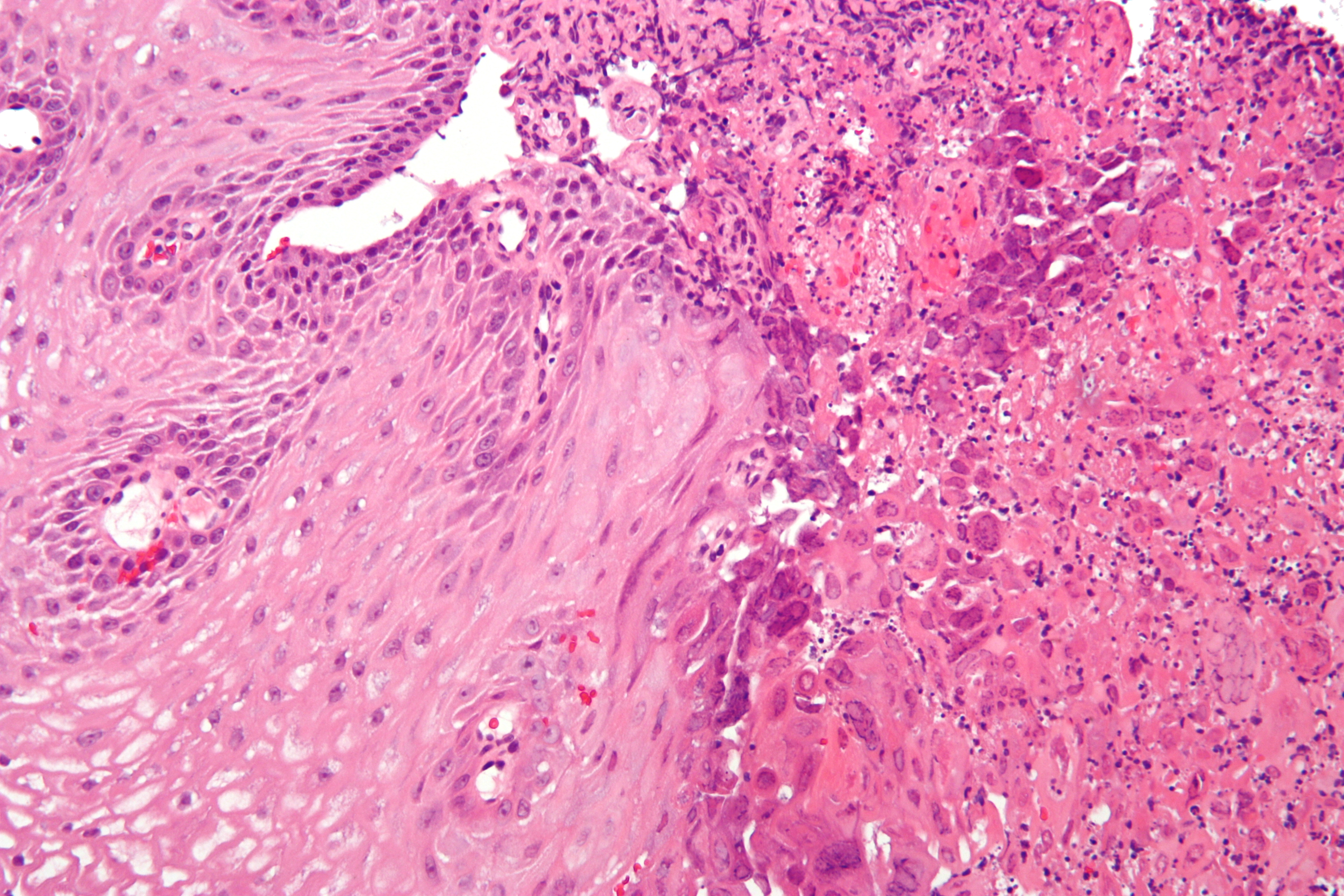
مقطع تشريحي لجدار مري مصاب بالالتهاب

التهاب المري (بالإنجليزية: Esophagitis)‏ وهو التهاب يصيب أنبوب المري.

## الأنواع
- التهاب المري الدوائي.
- التهاب المري الفطري.
- التهاب المري الفيروسي.
- التهاب المري بالكاويات.

## التهاب المري الدوائي
ويكون السبب الالتهاب أخذ أدوية أثناء المعالجة لمرض أخر بالجسم فتناول الدواء بدون أو مع كمية قليلة من الماء أو تناول الدواء والمريض مستلقي وقبل النوم مباشرةً قد يؤدي لهذا الالتهاب.
- أنواع الادوية المسببة:

= المضادات الحيوية: وهي تشكل النسبة العظمى من أنواع الالتهابات الدوائية للمري، وأشهر المضادات الحيوية هي فئة التتراسكلينات، كليندامايسين، سيبروفلوكساسين.
= الساليسلات (الأسبرين).
= الكينيدين.
= حمض الاسكوربيك (فيتامين سي).
= مستحضرات الحديد.
= كابتوبريل.
- الأعراض السريرية:

ألم خلف القص بعد ساعات إلى أيام أو أسابيع من تناول الدواء المسبب، ويترافق ذلك مع ألم أثناء البلع وعسرة بلع، وقد يشكو المريض من نزف هضمي علوي.
- التشخيص:

القصة السريرية والتنظير الهضمي العلوي.
- العلاج:

ايقاف استخدام الدواء وتناول مضادات الحموضة مع مضادات مستقبلات الهيستامين من النوع الثاني (السيميتيدين-الرانيتيدين).

## التهاب المري الفطري
ويشاهد هذا النوع لدى الحالات المرافقة لضعف المناعة (الإيدز - تناذرات نقص المناعة الخلقية - سرطان الدم - واللمفوما).
- العوامل المسببة: فطر المبيضات البيض (الكانديدا).
- الأعراض السريرية:

ألم أثناءالبلع وألم خلف القص قد يصاحبه نزف هضمي علوي.
- التشخيص:

القصة السريرية والتنظير الهضمي العلوي.
- العلاج:

ايقاف استخدام الدواء مضادات الفطور الموضعية - مضادات الفطور الجهازية.

## التهاب المري الفيروسي
وأشهر أنواع الفيروسات التي تسببه: فيروس الحلأ البسيط - فيروس الحلأ النطاقي - الفيروس المضخم للخلايا.
- العلاج:

يشفى المرض تلقائياً وفي الحالات الشديدة يُعطى الأسيكلوفير أو الفانسيكلوفير.

## التهاب المري بالكاويات
بسبب تناول المواد الكاوي حمضية أو قلوية بالخطأ أو بقصد الانتحار بمواد قلوية مثل الصودا الكاوية (كلوركس - ماء جافيل) - أو مواد حمضية (الأسيد).
الأعراض شديدة وتترافق مع أعراض تنفسية بسبب الأستنشاق.